# Camille (film, 1917)
Pour les articles homonymes, voir Camille.
Pour plus de détails, voir Fiche technique et Distribution.
Camille est un film muet américain réalisé par J. Gordon Edwards et sorti en 1917.

## Synopsis
Marguerite Gautier, une courtisane, tombe amoureuse d'un jeune homme, Armand Duval. Leur amour sera brisé par les conventions de l'époque.

## Fiche technique
- Titre : Camille
- Réalisation : J. Gordon Edwards
- Scénario : Adrian Johnson, d'après le roman d'Alexandre Dumas fils
- Chef opérateur : Rial Schellinger
- Musique d'accompagnement (DVD, 2002) : Maximilien Mathevon
- Production et distribution : Fox Film Corporation
- Genre : drame romantique
- Durée : 60 minutes
- Dates de sortie : 
  -  États-Unis : 30 septembre 1917

## Distribution
- Theda Bara : Marguerite Gautier
- Alan Roscoe : Armand Duval
- Walter Law : comte de Varville
- Glen White : Gaston Rieux
- Alice Gale : madame Prudence
- Claire Whitney : Celeste Duval
- Richard Barthelmess